# Światowe Towarzystwo Misyjne – Kościół Boży
Światowe Towarzystwo Misyjne – Kościół Boży (kor. 하나님의교회 세계복음선교협회, ang. World Mission Society Church of God) – ruch religijny wywodzący się z Kościoła Adwentystów Dnia Siódmego i nawiązujący do pewnych elementów doktryny adwentystycznej (np. świętość soboty, śmierć pojmowana jako nieświadomy sen, powtórne przyjście Jezusa, chrzest przez zanurzenie). Światowe Towarzystwo Misyjne – Kościół Boży założone zostało przez byłego adwentystę dnia siódmego, Ahnsahnghonga w 1964 w Korei Południowej, który przez zwolenników uznawany jest za powtórne przyjście Chrystusa. Po śmierci założyciela, ruchem kieruje Zahng Gil Jah, uznawana za Niebiańską Matkę oraz Pastor Generalna – Kim Joo-cheol. Zahng Gil Jah podczas nabożeństw nosi tradycyjny strój koreański – hanbok. Siedziba Kościoła znajduje się w Budang, około godziny drogi od Seulu.

## Poglądy
Poglądy Światowego Towarzystwa Misyjnego – Kościoła Bożego łączą w sobie zarówno elementy chrześcijańskiej doktryny adwentystycznej, jak i nauki sprzeczne z ortodoksyjnym chrześcijaństwem. Kościół Boży – jak bywa krótko określany przez swoich zwolenników – wierzy, iż Biblia, składająca się z 39 ksiąg Starego Testamentu i 27 ksiąg Nowego Testamentu jest Słowem Bożym i najwyższym autorytetem w sprawach wiary. Podziela również chrześcijańską wiarę w Trójcę Świętą (różnice związane z reinterpretacją dokonaną przez Światowe Towarzystwo Misyjne opisane zostaną później), we wcielenie Jezusa Chrystusa, jego śmierć na krzyżu za grzechy ludzkie, zmartwychwstanie, wniebowstąpienie i działalność apostołów w I wieku naszej ery. Pomimo wielu podobieństw, istnieją również zasadnicze różnice w podejściu do teologii między Kościołem Bożym a tradycyjnym chrześcijaństwem, które pozwalają na uznanie Światowego Towarzystwa Misyjnego przez Kościoły ortodoksyjne za nowy ruch religijny i wykluczenie go z grona denominacji chrześcijańskich.

### Bóg Elohim
Światowe Towarzystwo Misyjne uważa, iż Bóg Elohim istnieje zarówno w postaci mężczyzny (Bóg Ojciec), jak również kobiety (Niebiańska Jeruzalem, inaczej Bóg Matka). Powtórne przyjście Chrystusa, jakiego doświadczył Kościół Boży, składało się z przyjścia Chrystusa Ahnsahnghonga (założyciela) oraz Niebiańskiej Jeruzalem (Zahng Gil Jah). Wierni akceptują Chrystusa Ahnsahnghonga i Niebiańską Matkę jako zapowiadanych w Biblii prawdziwych zbawicieli. Interpretację tę opierają na fragmentach Księgi Rodzaju, Księgi Izajasza oraz Księgi Jeremiasza. Ponadto, zawracają uwagę na to, iż wypełnieniem Objawienia św. Jana 22:17 była posługa Boga Elohima („A Duch i Oblubienica mówią: Przyjdź!” – słowa te uznawane są za odnoszące się do Elohima objawionego w postaci Chrystusa Ahnsahnghonga – który uznawany jest także za Ducha Świętego oraz Niebiańskiej Matki, Zahng Gil Jah – uważanej za Oblubienicę Chrystusową). Jedyną nadzieją zbawienia dla ludzi żyjących w obecnym czasie określanego mianem „ostatniego wieku” jest zaakceptowanie wszechmocnego Boga Elohim, który przybył na Ziemię w powtórnym przyjściu Chrystusa w postaci Chrystusa Ahnsahnghonga i Niebiańskiej Jeruzalem – Boga Matki.

### Niebiańska Matka
Konsekwencją przyjęcia nauki o dwupłciowym Bogu Elohimie jest pogląd o Niebiańskiej Matce, określanej również jako Niebiańska Jeruzalem, Oblubienica Chrystusowa oraz Bóg Matka. Płeć męską wszechmocnego i nieśmiertelnego Elohim reprezentuje Chrystus Ahnsahnghong, zaś Niebiańska Matka jest żeńską częścią Bóstwa. Doktryna o dwupłciowości Elohima oparta jest m.in. na Księdze Rodzaju 1:26-27, gdzie Adam (mężczyzna) i Ewa (kobieta) stworzeni zostali na obraz Boży, czyli Elohima męskiego i Elohima żeńskiego, jak głosi interpretacja Kościoła Bożego. Podobnie, jak Ewa była żoną Adama, tak Niebiańska Jeruzalem jest oblubienicą Chrystusa Ahnsahnghonga. Elohim żeński objawił się w czasie końca w powtórnym przyjściu żony Chrystusa jako Zahng Gil Jah, która jest obecnym zwierzchnikiem Kościoła Bożego. Na podstawie Objawienia św. Jana, Kościół Boży naucza, że w „ostatnim wieku”, czyli obecnym czasie, Chrystus musiał ponownie wrócić na Ziemię, aby poślubić Niebiańską Jeruzalem (Zahng Gil Jah) i wypełnić proroctwo o weselu Baranka. Przyjście Boga Matki było zapowiadanym w proroctwach zstąpieniem Nowej Jeruzalem na Ziemię. Prawdziwi wyznawcy Chrystusa uznawani są na podstawie interpretacji Listu do Galacjan 4:31 jako dzieci Niebiańskiej Matki. Zrozumienie na podstawie Biblii nauki o Niebiańskiej Matce uznawane jest za objawienie największej tajemnicy, którą księga ta zawiera.

### Bóg w Trójcy Jedyny
W celu zbawienia człowieka Bóg podzielił sześciotysięczną historię istnienia świata na trzy wieki: Ojca, Syna i Ducha Świętego, czyli poszczególne części Trójjedynego Boga. W każdym z tych okresów obowiązywało inne imię zbawiciela: w wieku Ojca brzmiało ono „Jehowa”, w wieku Syna – „Jezus”, zaś w wieku Ducha Świętego – „Ahnsahnghong”. Obecny wiek, tzw. dni ostateczne to okres Ducha Świętego, który przyszedł na ziemię w powtórnym przyjściu Chrystusa we wcieleniu Chrystusa Ahnsahnghonga, który jest zbawicielem obecnego wieku. W celu osiągnięcia zbawienia w obecnym wieku konieczne jest przyjęcie zbawiciela Ahnsahnghonga (czyli założyciela ruchu).
Poznanie nauki o trójpodziale historii zbawienia i potrójnym imieniu Boga-Zbawiciela, a więc Jehowie (Ojcu), Jezusie (Synu) i Ahnsahnghongu (Duchu Świętym) jest konieczne do przyjęcia chrztu. Dokonywany jest on przez zanurzenie w wodzie osób w wieku świadomym. Wiek Ojca to okres Starego Testamentu, zaś wiek Syna to apostolski czas Kościoła. Aby być zbawionym w wieku Ojca należało uznać jedynie Jehowę. W wieku Syna zbawieni zostali wyłącznie ci, którzy oprócz Jehowy przyjęli także Jezusa jako swego zbawiciela. W dniach ostatnich zbawiona zostanie tylko ta grupa chrześcijan, którzy obok Jehowy i Jezusa przyjmą jeszcze Chrystusa Ahnsahnghonga, który jest wcieleniem trzeciego elementu Trójcy Świętej. Tłumaczy się to faktem, iż zrozumienie biblijnego nauczania o Trójjedynym Bogu jako konieczne zbawienia musi być uzupełnione zrozumieniem biblijnego nauczania o Trójjedynym Zbawicielu.
Światowe Towarzystwo Misyjne – Kościół Boży wierzy, iż pomiędzy poszczególnymi elementami Trójcy Świętej istnieje jedność, czego konsekwencją jest fakt, iż imię Jehowa jest jedno z imieniem Jezus, a imię Jezus – jedno z imieniem Ahnsahnghong, a jednocześnie – zapowiadanym w Biblii nowym imieniem Jezusa (Objawienie św. Jana 3:12), które zostanie wraz z imieniem Nowej Jeruzalem wypisane na czołach zbawionych. Imiona te brzmią odpowiednio: Zahng Gil Jah (imię Nowej Jeruzalem – obecnej zwierzchniczki Kościoła) oraz Ahnsahnghong (nowe imię Jezusa, imię Ducha Świętego – założyciela ruchu).
Jedność, jaką uznaje Kościół Boży definiując Boga Trójjedynego, inaczej Trójcę Świętą, istnieje również na poziomie osób. Oznacza to, iż poszczególne elementy Trójjedynego Boga (Ojciec, Syn i Duch Święty) są różnymi przejawami Boga Elohima, czyli męskiej części Bóstwa, który wraz z Niebiańską Matką – Nową Jeruzalem jest jedynym prawdziwym Bogiem. Te trzy elementy stawały się w odpowiednich sobie okresach (Ojca, Syna i Ducha Świętego) zbawicielami ludzi w postaci Jehowy, Jezusa oraz Ahnsahnghonga. Z powodu jedności między poszczególnymi elementami Trójjedynego Boga, Syn jest jedno z Duchem Świętym dlatego też mógł przyjść powtórnie na ziemię jako wcielenie nie Syna, ale Ducha Świętego i objawić swe nowe imię, brzmiące „Ahnsahnghong”.

### Pascha czyli drzewo życia
Obchodzenie święta Paschy jest według Światowego Towarzystwa Misyjnego niezbędnie konieczne do zbawienia. Adam i Ewa, pierwsza para ludzi, grzesząc przeciwko Bogu została odsunięta od drzewa życia i utraciła nieśmiertelność. W ten sposób na wszystkich ludzi przyszedł grzech i śmierć. Chrystus Ahnsahnghong przychodząc w dniach ostatecznych przywrócił ludziom dostęp do drzewa życia (Paschy), a więc do nieśmiertelności. Drzewo życia jest metaforą Jezusa Chrystusa, który umarł na krzyżu za życie ludzi. Dlatego też każdy, kto spożywa ciało Jezusa i pije jego krew ma życie wieczne. Owoce drzewa życia (czyli Paschy), których spożywanie zapewnia wieczne życie, czyli nieśmiertelność, to chleb i wino spożywane jako Wieczerza Pańska podczas dorocznej Paschy. Jedyną możliwością, aby chleb i wino stały się zbawiającymi elementami Wieczerzy Pańskiej jest spożywanie tych emblematów w szczególnym okresie, jakim jest Pascha (14 nisan), gdyż jest to rocznica śmierci Chrystusa. Przywrócenie obchodzenia Paschy utożsamianego ze spożywaniem owoców drzewa życia jako niezbędnego do zbawienia elementu wiary uważa się za jedno z wielkich zadań, jakie wypełnił Chrystus Ahnsahnghong. Światowe Towarzystwo Misyjne uważa, iż Kościół odrzucił obchodzenie zbawiennej Paschy na Soborze Nicejskim w 325 r. Jej ponownego przywrócenia w dniach ostatnich mógł dokonać jedynie sam Bóg, ponieważ to on jako Ojciec (Jehowa) ustanowił ten obrzęd zbawienia i on jako Syn (Jezus) odnowił go w Nowym Przymierzu ustanawiając pamiątkę ciała i krwi dnia 14 nisan w wieczerniku. W wieku Ojca (Stary Testament) obrzęd Paschy ustanowił Jehowa, w wieku Syna dokonał tego Jezus (wcielenie Syna), zaś w obecnym wieku Ducha Świętego – Ahnsahnghong (czyli wcielenie Ducha Świętego).

### Cztery prawdy fundamentalne
Do prawd fundamentalnych Kościoła Bożego zaliczamy: sabat, duszę, chrzest i nakrycie. Część tych poglądów (np. sabat) jest zaczerpnięta z adwentyzmu, jakkolwiek została znacznie przekształcona i zreinterpretowana.
- Sabat

Dzień sobotni został ustanowiony jako pamiątka stworzenia świata oraz jego Stworzyciela już w pierwszym tygodniu istnienia ziemi. Jezus Chrystus w Wieku Syna ustanowił „Sabat Jezusa”, który był zwieńczeniem „Sabatu Jehowy” nadanego w Wieku Ojca. Kościół Boży wierzy, iż apostołowie i pierwszy Kościół święcili dzień sobotni, aż do 321 r., kiedy Konstantyn Wielki przeniósł sabat na niedzielę i dokonał zamachu na Boże przykazania. Argumentacja Światowego Towarzystwa Misyjnego nie różni się w tym zakresie od tej przedstawianej przez ortodoksyjne Kościoły sabatariańskie.
- Dusza

Zgodnie z nauką Światowego Towarzystwa Misyjnego wszyscy ludzie przed swoim narodzeniem egzystowali jako aniołowie w niebie, lecz w wyniku grzechu, jaki popełnili byli zmuszeni opuścić niebo i stać się ludźmi. Duch objawił się przez stworzenie ludzkich istot. Interpretacja ta bazuje m.in. na Księdze Rodzaju 2:7 oraz Księdze Koheleta 12:7. Ciało ludzkie jest świątynią Ducha, czyli duszy.
- Chrzest

Kościół Boży uznaje chrzest jako pierwszy krok prowadzący do zbawienia. Jest on postrzegany jako prawo Nowego Przymierza, które obmywa duszę człowieka i jedna go z Bogiem. Chrzest następuje poprzez całkowite zanurzenie w wodzie wiernego w wieku świadomym. Pomimo to chrzest następuje nie po, ale przed przestudiowaniem przez kandydata nauk Towarzystwa, gdyż, jak się wierzy, „mądrość poznania Boga” dostępna jest tylko dla tych, którzy zostali obmyci przez chrzest ze swoich grzechów. Praktykuje się formułę chrztu „w imię Ahnsahnghonga”, które jest uważane za zapowiadane w Biblii nowe imię Jezusa. Światowe Towarzystwo Misyjne odrzuca pogląd, iż zbawienia można dostąpić bez chrztu.
- Nakrycie

Podczas nabożeństwa kobiety należące do Światowego Towarzystwa Misyjnego mają obowiązek nakrywania głów. Jest to oznaką Bożego uznania i autorytetu, jakie posiada Kościół Boży. Mężczyznom nie wolno tego czynić. Pogląd ten oparty jest na Pierwszym Liście do Koryntian 11:1-16.

### Siedem świąt
Międzynarodowe Towarzystwo Misyjne – Kościół Boży, oprócz święcenia dnia sobotniego, uznaje ważność siedmiu dorocznych świąt żydowskich, jakie zostały dane przez Jehowę w Starym Testamencie. Kościół Boży wierzy, iż święta te obowiązywały zarówno w: Wieku Ojca (Stare Przymierze) jako ustalone przez Jehowę; w Wieku Syna (Nowe Przymierze), jako ustalone przez Jezusa; oraz obowiązują obecnie – w Wieku Ducha Świętego (odnowienie Nowego Przymierza), jako przywrócone przez Chrystusa Ahnsahnghonga. W każdym wieku były one uzupełniane o nowe znaczenia, np. Pascha Wieku Ojca została w wieku Syna uzupełniona o praktykę umywania nóg i przyjmowania Wieczerzy Pańskiej pod postacią chleba i wina. Do „siedmiu świąt” zalicza się:
- Święto Paschy,
- Święto Przaśników,
- Święto Pierwocin,
- Święto Tygodni,
- Święto Trąbienia,
- Dzień Pojednania,
- Święto Namiotów.

### Pozostałe wierzenia
Kościół Boży, jako że uznaje, iż nowe imię Jezusa brzmi „Ahnsahnghong” (imię założyciela ruchu), co wynika z reinterpretacji doktryny o Trójcy Świętej (Ahnsahnghong uznany za wcielenie Ducha Świętego), wszelkie modlitwy kieruje do Boga w imieniu Ahnsahnghonga. W każdą sobotę w kościołach odbywają się nabożeństwa: pierwsze o godzinie dziewiątej rano, drugie o godzinie trzeciej po południu. W czasie tym kobiety mają nakryte głowy welonami, zaś mężczyźni odkryte. Trzema hasłami misji Kościoła Boże są tzw. „trzy Ruchy” (w języku angielskim wszystkie trzy rozpoczyna litera R):
- Przywrócić wiarę pierwszego Kościoła,
- Przywrócić prawdę pierwszego Kościoła,
- Zbawić cały świat

Hasła te zostały ustalone przez Pastor Generalną Kościoła Bożego – Joo-Cheol Kim. Światowe Towarzystwo Misyjne uważa, iż element męski Boga (Elohim – Trójca Święta) jest równa pod względem atrybutów z Bogiem Matką, czyli Nową Jeruzalem. Nie uznaje znaku krzyża za symbol chrześcijaństwa, dopatrując się w nim śladów kompromisu chrześcijaństwa z pogaństwem z czasów Konstantyna i przejaw bałwochwalstwa sprzecznego z drugim przykazaniem biblijnego dekalogu.

## Działalność
Światowe Towarzystwo Misyjne – Kościół Boży rozwija się przede wszystkim w swojej ojczyźnie – Korei Południowej – choć działa również w innych krajach. W Korei Południowej Kościół Boży posiada przeszło 400 zborów, z których większość dysponuje własnymi kościołami lub kaplicami. Są to na ogół nowoczesne budynki o wysokim standardzie, wznoszone z funduszy Kościoła. W pozostałych krajach Kościół Boży posiada 120 zborów. Łączna liczba wszystkich wyznawców Chrystusa Ahnsahnghonga to ok. 820 tysięcy wiernych na rok 2007. Światowe Towarzystwo Misyjne oprócz działalności religijnej angażuje się również w posługę dobroczynną, jak również różne akcje charytatywno-socjalne na całym świecie.